# Centaurea schimperi
Centaurea schimperi — вид квіткових рослин родини айстрових (Asteraceae). Ареал: Саудівська Аравія (Хіджаз, Асір).